# آنر (برند)
آنر (به انگلیسی: HONOR) یک نام تجاری محصولات الکترونیکی ثبت شده در چین با مالکیت کنسرسیومی متشکل از حدود ۳۰ شرکت تحت حمایت دولت چین و گروه توسعه فناوری شهر هوشمند شنزن است. آنر بخشی از استراتژی گروه تجاری خود را تولید گوشی‌های هوشمند با طراحی جدید برای هدف قرار دادن مصرف‌کنندگان جوان تعیین کرده‌است. همچنین تبلت، ساعت هوشمند و لپ تاپ و سایر محصولات اینترنت اشیا را نیز عرضه می‌کند. تمرکز این شرکت تولید گوشی‌های هوشمند با تکنولوژی جدید، اقتصادی و قیمت پایین‌تر از رقبایش است.
مالک سابق برند آنر گروه تجاری کالاهای مصرفی هوآوی (زیرمجموعه گروه فناوری‌های هوآوی) بود و در تولید گوشی‌های این شرکت از تکنولوژی و قطعات محصولات شرکت هوآوی بهره گرفته شده‌است.
از سال ۲۰۱۶، جرج ژائو به عنوان رئیس آنر منصوب شد، و پس از جدایی از گروه هوآوی به‌عنوان مدیر عامل شرکت آنر خدمت می‌کند. این شرکت به دلیل توسعه بخش‌های تحقیقی هوآوی با مبلغ ۱۵ میلیارد دلار فروخته شد و از مالکیت این شرکت بیرون آمد و مستقل فعالیت می‌کند. هم‌اکنون این شرکت در حال مذاکره برای فعالیت بخش‌های تحقیقی و فروش در بازار آمریکای شمالی است.
واژه honor ریشه فرانسوی و لاتین دارد به معنای شرف یا افتخار، تلفظ فرانسوی آن «اونْورْ» است چون در فرانسوی حرف h تلفظ نمی‌شود و در تلفظ انگلیسی آن نیز به دلیل ریشه فرانسوی آن، حرف h تلفظ نمی‌شود و مابقی واژه به سبک انگلیسی یعنی تلفظ اولین o به صورت آ و دومین o به صورت کسره (ـِ) تلفظ می‌شود که نتیجه آن «آنِر» است، همانند «لانْ‌دِن» (London).

## تاریخچه و مدل کسب و کار
آنر در سال ۲۰۱۳ تأسیس شد، بخش تحقیق و توسعه تلفن‌های هوشمند مقرون به صرفه به آنر اجازه می‌دهد تا با برندهای تلفن هوشمند در چین و در سطح جهان رقابت کند.
از سال ۲۰۱۶، آنر محصولات خود را به‌صورت عمده از طریق سایت‌های شخصی خود و همچنین از طریق فروشندگان آنلاین به فروش می‌رساند. برخی از محصولات آنر برای خرید در فروشگاه‌ها در بازارهای منتخب اروپا، آسیا و آمریکای شمالی موجود است. آنر تلفن‌های هوشمند را با قیمت‌های پایین‌تر ارائه می‌دهد زیرا این شرکت با بهره‌گیری از تکنولوژی‌های جدید در خط تولید صرفه‌جویی می‌کند.
آنر در سال ۲۰۱۸ برای نخستین بار لپ‌تاپ و مچ‌بندهای هوشمند خود را به بازار عرضه کرد. همچنین این شرکت در سال ۲۰۱۹ از تلویزیون و ایرپاد خود رونمایی نمود.

## طراحی خلاقانه
به گفته فون‌آرنا، تلفن‌های هوشمند آنر به دلیل «پشت شیشه‌ای رنگی»، از نظر بصری متمایز هستند و به کاربران «شیب‌های زیبا با هر زاویه دید» ارائه می‌دهند.
طراحی پویا هولوگرافی سری آنر ۲۰ در این مفهوم پیشرفت می‌کند، که رئیس آنر جورج ژائو در ماه مه سال ۲۰۱۹ به خبرگزاری شینهوا گفت: «در آنر، برای طراحی همیشه در هر کاری که انجام می‌دهیم اهمیت قائل هستیم.»

## تاریخچه نسخه
| نسخه         | تاریخچه نسخه اندروید    | سال انتشار | آخرین انتشار پایدار |
| ------------ | ----------------------- | ---------- | ------------------- |
| Magic Live   | اندروید مارشمالو (6.x)  | 2016       | 1.1                 |
| Magic UI 2.x | اندروید پای (9)         | 2018       | 2.1                 |
| Magic UI 3.x | اندروید 10              | 2019       | 3.1                 |
| Magic UI 4.x | اندروید 11              | 2020       | 4.2                 |
| Magic UI 5.x | اندروید 10 و اندروید 11 | 2021       | 5.1                 |
| Magic UI 6.x | اندروید 12              | 2022       | 6.1                 |
| MagicOS 7.x  | اندروید 13              | 2022       | 7.2                 |
| MagicOS 8.x  | اندروید 14              | 2024       | 8.0                 |

## محدوده فعالیت
ایدهٔ شکل‌گیری آنر به عنوان یک زیربرند زیر نظر گروه هواوی، در اواخر سال ۲۰۱۱ به وجود آمد و شرکت در سال ۲۰۱۳ تأسیس شد. از زمان آغاز به تولید سری گوشی‌های هوشمند، آنر در گسترش محصولات با رقبایش در چین رقابت کرده‌است. این شرکت توسعهٔ بین‌المللی خود را از سال ۲۰۱۴ آغاز کرده‌است.
هم‌اکنون چندین بخش تحقیق و توسعه با هدف گسترش تجارت در این شرکت احداث شده تا محصولاتی در انواع گوناگون با تکنولوژی جدید در بازارهای داخلی و خارجی عرضه شود. آنر اخیراً به دنبال احداث بخش‌های جدید در بازار آمریکا است.